# Fallon Sherrock
Fallon Suzanne Michelle Sherrock MBE (Milton Keynes, 2 juli 1994) is een Engelse dartster die bekend werd op het World Professional Darts Championship 2014, waar ze de kwartfinale behaalde. Fallon komt uit een dartfamilie en woont bij haar ouders in Milton Keynes. Met haar tweelingzus Felicia Blay Sherrock won ze de WDF Europe Youth Cup Pairs in 2011.
Naast verscheidene prijzen behaald te hebben in jeugdcompetities won ze in 2011 de wereldtitel jeugd bij de WDF. In 2012 won zij de Winmau World Masters bij de jeugd. In 2015 won Sherrock de Finder Darts Masters door in de finale Anastasia Dobromyslova met 2-0 te verslaan. Ook behaalde ze de tweede plaats op het BDO World Darts Championship 2015 waar ze de finale verloor van Lisa Ashton. In 2018 won Sherrock de BDO World Trophy door in de finale Lorraine Winstanley met 6-3 te verslaan.
Op 17 december 2019 debuteerde Sherrock tijdens het PDC-wereldkampioenschap. Hierbij schreef zij geschiedenis door met 3-2 in sets van landgenoot Ted Evetts te winnen. Door deze partijwinst werd zij de eerste vrouw ooit die een zege op haar naam kon schrijven op dit toernooi.
Op 21 december 2019 speelde Sherrock in de tweede ronde van het PDC WK 2020 tegen Mensur Suljović. Suljović was op dat moment geplaatst als nummer 11 van de wereld. Sherrock baarde opzien door Suljović met 3-1 in sets te verslaan. In de daaropvolgende derde ronde, op 27 december 2019, verloor Sherrock echter van Chris Dobey. Op diezelfde dag liet ze weten dat ze verder wil gaan bij de PDC. Om dat te bereiken deed ze in januari 2020 mee aan de PDC Q-School om een tourkaart te verdienen. Dit lukte niet, waarna Sherrock besloot Om de PDC Challenge Tour gaan spelen.
Sherrock plaatste zich wel als qualifier voor de UK Open 2020. Hier verloor ze echter al in de eerste ronde van Kyle McKinstry. Tevens deed Sherrock mee aan de Premier League Darts 2020 als contender. Ze wist in Nottingham gelijk te spelen tegen Glen Durrant. In 2020 deed ze tevens mee aan de World Series of Darts Finals. Ze verloor hier echter al in de eerste ronde 5-6 na 4 matchdarts te missen tegen Jeff Smith.
In september 2021 behaalde Sherrock de finale van de Nordic Darts Masters, een toernooi dat onderdeel uitmaakt van de World Series of Darts. In de eerste ronde van het toernooi versloeg ze de Deen Niels Heinsøe met 6-1 in legs. Gerwyn Price zou haar tegenstander zijn in de kwartfinale, maar omdat hij zich terugtrok vanwege een elleboogblessure mocht Sherrock door naar de halve finale. Daarin versloeg ze de Belg Dimitri Van den Bergh met 11-10 in legs, nadat ze 9-3 achterstond. In de finale versloeg Michael van Gerwen haar met 11-7.
Op 18 maart 2023 gooide Sherrock tijdens Challenge Tour 9 een negendarter, waarmee zij de eerste vrouw werd die op een toernooi van de Professional Darts Corporation een perfecte leg wist te werpen.

## Gespeelde finales World Professional Darts Championship
- 2015: Fallon Sherrock - Lisa Ashton (1–3)

## Resultaten op Wereldkampioenschappen

### BDO
- 2014: Kwartfinale (verloren van Anastasia Dobromyslova met 1–2)
- 2015: Runner-up (verloren van Lisa Ashton met 1–3)
- 2016: Laatste 16 (verloren van Ann-Louise Peters met 1–2)
- 2017: Kwartfinale (verloren van Lisa Ashton met 0–2)
- 2018: Kwartfinale (verloren van Lisa Ashton met 0–2)
- 2019: Kwartfinale (verloren van Maria O'Brien met 0–2)

### WDF

#### World Cup
- 2015: Laatste 32 (verloren van Natalia Fefilova met 2–4)
- 2019: Laatste 256 (verloren van Rachna David met 2–4)

### PDC
- 2020: Laatste 32 (verloren van Chris Dobey met 2–4)
- 2022: Laatste 96 (verloren van Steve Beaton met 2–3)
- 2023: Laatste 96 (verloren van Ricky Evans met 1–3)
- 2024: Laatste 96 (verloren van Jermaine Wattimena met 1–3)
- 2025: Laatste 96 (verloren van Ryan Meikle met 2–3)

## Resultaten op de World Matchplay

### PDC Women’s
- 2022: Winnaar (gewonnen in de finale van Aileen de Graaf met 6-3)
- 2023: Kwartfinale (verloren van Lisa Ashton met 3-4)
- 2024: Runner-up (verloren van Beau Greaves met 3-6)
- 2025: Runner-up (verloren van Lisa Ashton met 5-6)